# Lorraine allemande
Ne doit pas être confondu avec Lorraine allemande (1871-1918).
Pour les articles homonymes, voir Lorraine (homonymie).

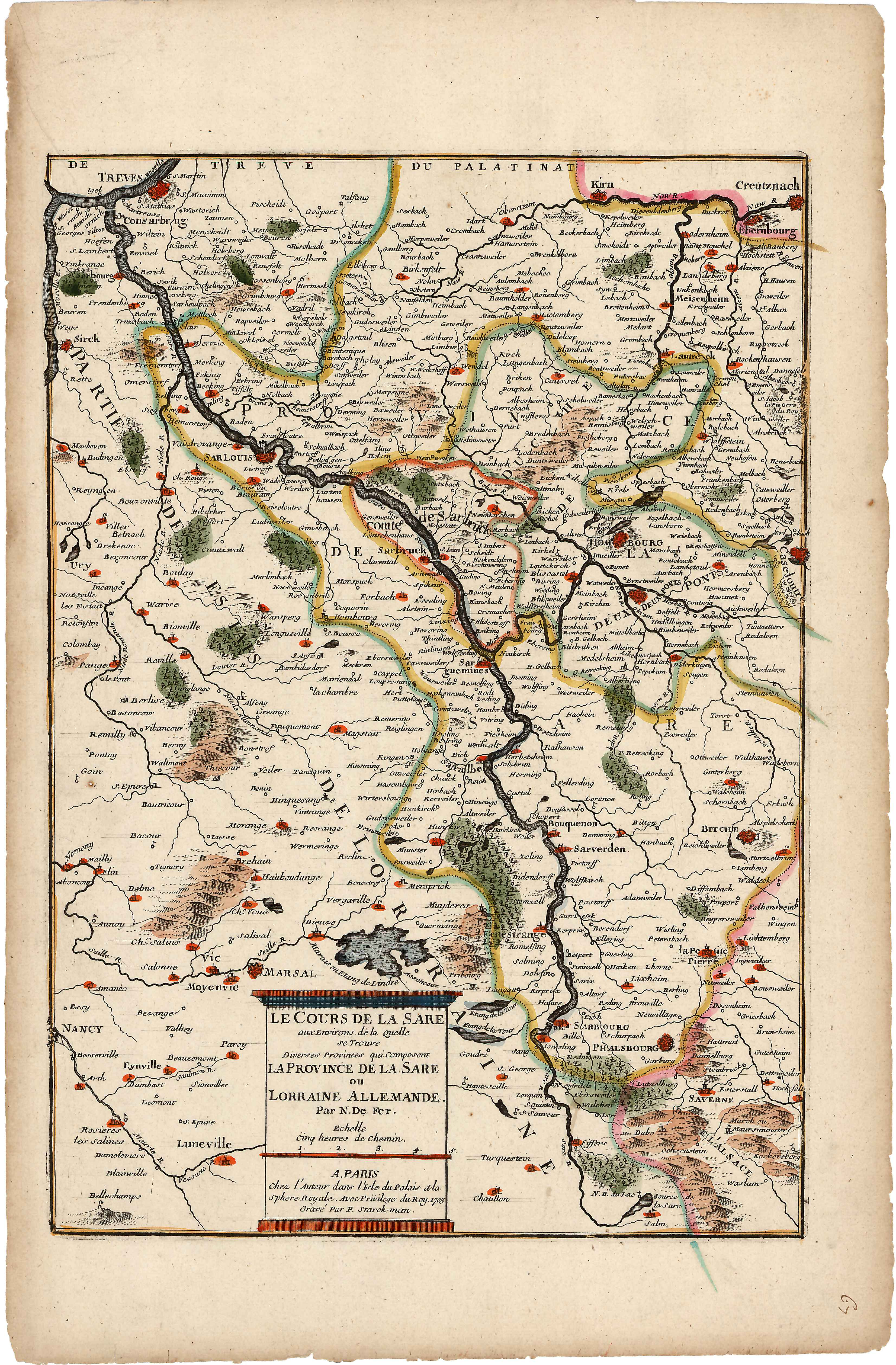
Le cours de la Sarre aux environs de laquelle se trouve diverses provinces qui composent la province de la Sarre ou Lorraine allemande en 1703.

La Lorraine allemande est le nom traditionnel donné jusqu'au XIXe siècle à la partie germanophone de la Lorraine. Cette appellation était utilisée tant par les Lorrains germanophones que par l’administration ducale, royale, révolutionnaire puis impériale.
Le terme « allemand » ayant pris de l'ambiguïté à la suite de l'unification allemande et de la possession d'une partie de la Lorraine par l'Empire allemand entre 1871 et 1918, l'emploi du nom « Lorraine allemande » disparait progressivement au XXe siècle, époque à laquelle les noms « Lorraine germanophone », « Lorraine francique » et « Lorraine thioise » font leur apparition.
Les habitants de cette région linguistique étaient appelés Lorrains allemands, à l'instar du gentilé Suisses allemands pour la Suisse allemande.

## Situation territoriale

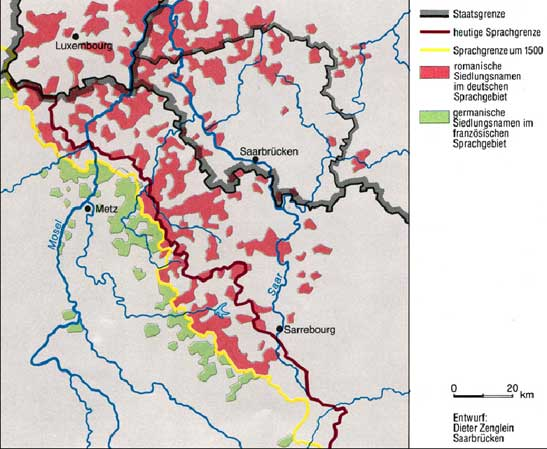
Évolution historique de la frontière linguistique en Lorraine.

Cette entité culturelle et linguistique, qui représente une partie du Westrich, n’a jamais connu d'unité politique ou administrative. Avant leur rattachement progressif à la France du XVIIe siècle au XVIIIe siècle, les divers territoires de la Lorraine allemande relevaient du Saint-Empire romain germanique mais le morcellement féodal avait conduit à la coexistence de fiefs relevant selon les cas du duché de Lorraine (formant le bailliage d'Allemagne), de la principauté épiscopale de Metz ou encore de diverses petites principautés ecclésiastiques ou laïques qui bénéficièrent jusqu’à la Révolution française de l’immédiateté impériale.
Le traité de Ribemont de 1179 démembre le duché de Lorraine et assure à Ferry Ier la possession des territoires lorrains de langue allemande avec Bitche pour capitale. Simon II, son frère, conserve le reste du duché, qui sera finalement réunifié en 1205 sous Ferry II.

### XVIIIesiècle
En 1771, la Lorraine allemande est traversée par la Sarre qui y reçoit la Blies et la Nied ; elle est délimitée à l'est par la basse-Alsace et le duché de Deux-Ponts, au nord par le Palatinat et l'électorat de Trèves, à l'ouest et au sud par le pays messin. À la même époque, selon Robert de Hesseln, les lieux les plus remarquables de la Lorraine allemande sont : Sarreguemines, Bitche, Sarralbe, Dieuze, Lixheim, Fénétrange, Boulay, Schambourg (de), Bouquenom et Bouzonville.
D'après Girault de Saint-Fargeau, les territoires administratifs suivants font partie de la Lorraine allemande au XVIIIe siècle : le bailliage de Dieuze, le bailliage de Lixheim, la principauté de Phalsbourg, le bailliage de Château-Salins, le bailliage de Fénestrange, le bailliage de Sarreguemines, le bailliage et comté de Bitche, le bailliage de Boulay, le comté de Créhange, le bailliage de Bouzonville et le Luxembourg français.
En 1790, à l’époque de la Révolution, des députés du bailliage de Sarreguemines réclament la création d’un département spécifique de « Lorraine allemande », qui aurait comme chef-lieu Saint-Avold ou Sarreguemines ; demande qui est rejetée par l'Assemblée constituante à Paris,. La Lorraine allemande est finalement partagée en deux départements en grande partie francophones : la Moselle et la Meurthe. En novembre 1793, une partie de la Lorraine allemande, le comté de Sarrewerden, est rattachée au département du Bas-Rhin.

### XIXesiècle
L'excroissance géographique qui va de Vaudrevange jusqu'à Tholey est cédée à la Prusse via le traité de Paris de 1814 (canton de Tholey) et via celui de 1815 (canton de Relling, canton de Sarrelouis).
À l'issue de la guerre franco-prussienne de 1870, l’Empire allemand obtient en 1871 via le traité de Francfort la quasi-totalité de l'Alsace et une partie de la Lorraine correspondant à l'actuel département de la Moselle. La région annexée est alors désignée sous le nom de Reichsland Elsaß-Lothringen, ce qui est alors traduit en France par « Alsace-Lorraine » et, après juillet 1920, par « Alsace-Moselle ». La partie lorraine de ce Reichsland correspond à l'entité administrative appelée le Bezirk Lothringen, ce qui est parfois traduit par « Lorraine allemande », lorsqu'il est question de cette époque. Dès lors, le mot « allemande » perd son sens purement linguistique, indépendamment des critères linguistiques et culturels antérieurs, une partie de cette entité (Metz, Delme et Vic entre autres) n'étant pas traditionnellement germanophone.
- Aux électeurs de Lorraine Allemande (1848), document BNF.
- An die Wahlmänner des Deutsch-Lothringens (1848), document BNF.

## Linguistique

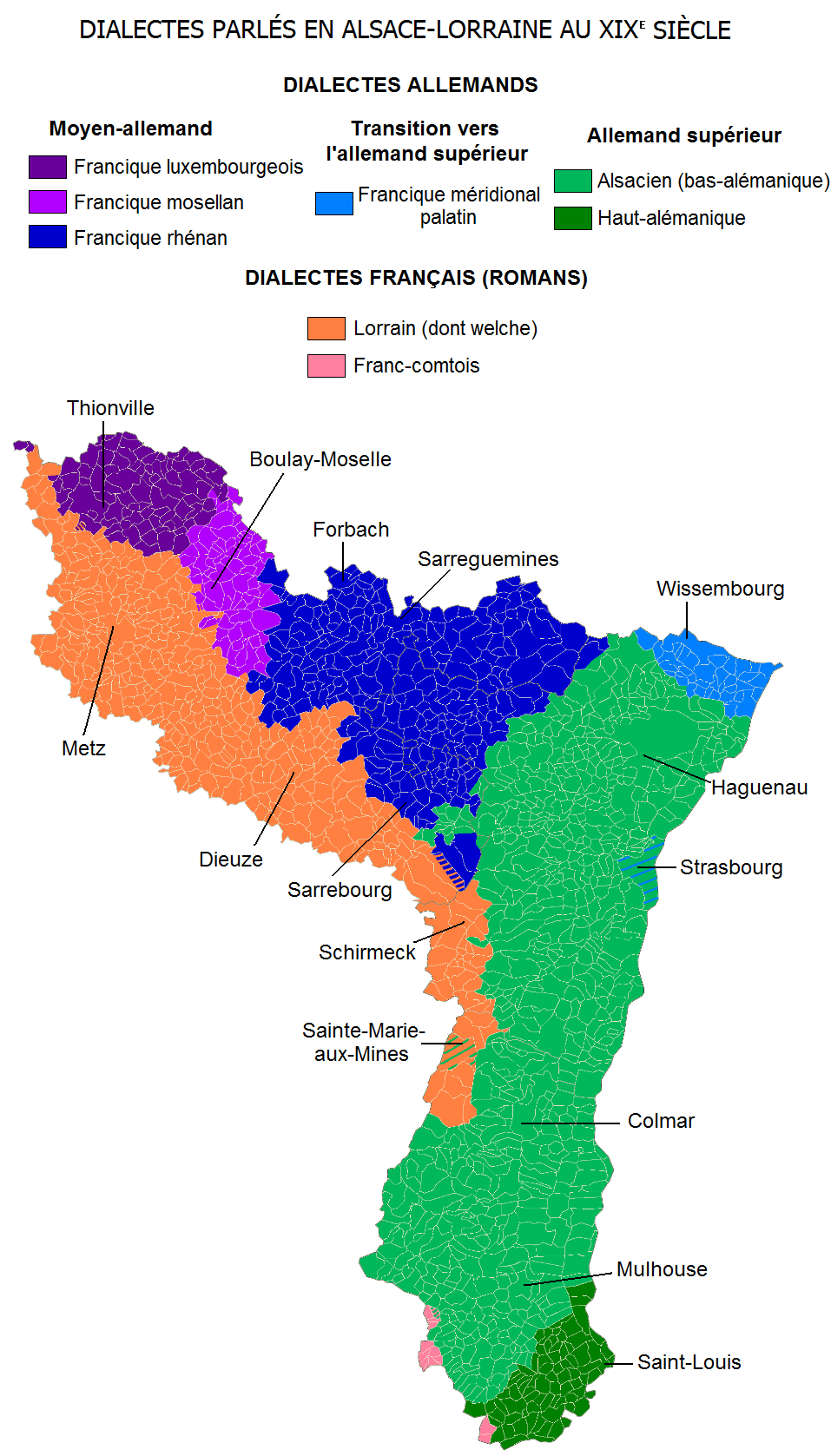
Dialectes parlés en Alsace-Lorraine au XIXe siècle.

À la fin du XIXe siècle, la limite linguistique romano-germanique de Lorraine suit une ligne allant du Donon au sud-est à Rédange (Redingen) au nord-ouest. La partie située à l’est de cette limite, qui constitue une partie du département de la Moselle, était désignée jusqu'en 1870 sous le nom de Lorraine allemande et ses habitants sous le nom de « Lorrains allemands », « Allemands de Lorraine ».
Nancy, la capitale historique du duché de Lorraine, et Metz, l'ancien chef-lieu de la région Lorraine, se situent  dans la partie historiquement francophone. Metz a comporté, durant l’annexion de 1871-1918, une importante communauté germanophone, du fait de l'émigration de nombreux Français refusant cette annexion et l’installation de Lorrains de la Lorraine germanophone, où la natalité était forte, et de l’immigration allemande, nécessairement puissante dans un chef-lieu et forteresse militaire. La toponymie témoigne de cette limite linguistique : il y a ainsi de part et d’autre de l’ancienne frontière linguistique Audun-le-Tiche (Deutsch-Oth) et Audun-le-Roman (Welsch-Oth). De même, la rivière Nied est composée de la Nied allemande (deutsche Nied) et de la Nied française (französische Nied), qui suivent presque exactement la limite linguistique et non pas la frontière politique.
Le duc Mathieu II de Lorraine (1193-1251) était le premier à ordonner que les actes publics soient écrits en français dans le pays roman et en allemand dans la Lorraine allemande. Dom Calmet témoigne expressément pour le dix-huitième siècle comme pour le treizième qu'une partie de la Lorraine parle l'allemand et l'autre le français et que sur les frontières la plupart des peuples parlent ces deux langues. Par ailleurs, Robert de Hesseln indique vers 1771 que « L'idiôme de cette partie de la Lorraine est l'Allemand ; mais tel qu'il ne seroit peut-être pas entendu dans une des villes d'Allemagne ».
D'après Henri de Sybel, la partie nord-est de la Lorraine s'appelait l'Allemagne dans la bouche du peuple, les habitants en étaient allemands, presque sans mélange. Jusqu'en 1748, les délibérations officielles s'y faisaient en allemand, l'instruction s'y donnait en allemand et la justice s'y rendait aussi en allemand dans toutes les instances.

## Historique du terme
L’appellation « Lorraine allemande » fait son apparition dans les ouvrages francophones au minimum dès 1692. Son équivalent en langue allemande,  Deutsch-Lothringen, fait son apparition au minimum dès 1742.
Avant la Renaissance et jusqu'au XIXe siècle, les habitants de la Lorraine allemande se désignaient eux-mêmes comme Deutschlothringer (Lorrains allemands) et leur langue comme « Deutsch », y compris à une époque où il n’existait pas encore de langue allemande normée commune à l’ensemble de l’espace germanophone. Avant l'unification allemande de 1871, le terme « Deutsch » ne renvoyait pas à une notion politique ou géographique (citoyen ou habitant de l’Allemagne) mais à une communauté linguistique rassemblant l’ensemble des populations de langue allemande, quelle que soit leur nationalité. Ce terme ne recouvrait pas uniquement la langue allemande normée (l’allemand standard, langue officielle dans plusieurs États européens) mais ausso l’ensemble composé par la langue normée, les différentes formes d’allemand régional (regionale Umgangssprache) et l’ensemble des dialectes et sociolectes de l’espace germanophone. Les habitants de la Lorraine francophone étaient désignés par leurs voisins germanophones sous le terme de Welschlothringer, l’adjectif Welsch désignant plus généralement toutes les populations de langue romane.
L’appellation de Lorraine allemande a trouvé sa consécration dans la terminologie officielle. Le Duché de Lorraine fut découpé au XIIIe siècle en trois bailliages (districts administratifs et judiciaires) : le bailliage de Nancy, le bailliage des Vosges et le bailliage d'Allemagne, dont la capitale fut d’abord Vaudrevange (Wallerfangen) avant d’être transférée à Sarrelouis (Saarlouis) en 1680 puis à Sarreguemines (Saargemünd) en 1698,. En 1630, le duc François II manifestait la volonté que « la langue allemande soit entretenue, voire cultivée, dans notre comté [Saarwerden], en faveur de nos sujets allemands qui sont environ un tiers des habitants de la Lorraine »,. En 1760, Voltaire fait la remarque suivante au comte de Tressan : « Vous voilà gouverneur de la Lorraine allemande : vous aurez beau faire, vous ne serez jamais Allemand [...] La Lorraine allemande vous fait-elle oublier l'Académie française, dont vous seriez l'ornement ? ».
En 1823, Johan Jacob Weber, originaire de Boulay (Bolchen) et curé (archiprêtre) de Volmunster (Wolmünster) dans le pays de Bitche, publia un ouvrage intitulé Etwas Gegengift wider den Zeitgeist für den gemeinen Mann in Deutsch-Lothringen (« Un peu d'antidote contre l’esprit du temps, pour l’homme ordinaire de Lorraine allemande »). En 1848, l'Assemblée nationale constituante rédige en allemand standard un document destiné aux électeurs de la Lorraine allemande.
En 1869, deux ans avant la première annexion par l'Allemagne, une pétition intitulée « Pétition en faveur de l'enseignement simultané du français et de l'allemand dans les écoles primaires de la Lorraine allemande (Moselle) - Les habitants de la Lorraine allemande (Moselle) à Sa Majesté l'Empereur » fut adressée à Napoléon III après la décision du conseil départemental de l’éducation de la Moselle de supprimer l’enseignement de l’allemand. Un exemplaire de cette pétition est déposé aux Archives départementales de la Moselle. Cette pétition est très claire quant à la perception de leur langue par les Mosellans germanophones de l’époque. La pétition de 1869 commence par la phrase suivante : « Nous prenons la respectueuse liberté de porter devant Votre Majesté nos humbles doléances au sujet du système de proscription, adopté dans nos écoles primaires, contre l'enseignement de l'allemand, notre langue maternelle ». Les signataires refusent pour l’allemand la qualification de langue étrangère et incluent dans cette désignation à la fois la langue littéraire et le dialecte (« N'est-ce pas aussi nous faire une insulte sanglante que d'assimiler à une langue étrangère au milieu de nous, notre vieille langue maternelle, la langue parlée par nos ancêtres, sans interruption et à l'exclusion de tout autre, depuis plus de 2000 ans. »).
Cette demande témoigne que dans l'esprit des mosellans de l'époque la notion de langue allemande ou d'allemand ne coïncide pas encore avec le sens que ces mots ont commencé à prendre après la fin du Premier Empire dans plusieurs États de ce qui constituait un embryon de la future Allemagne, la Confédération germanique. Certains mouvements pangermanistes développent progressivement l'idée que tous ceux qui parlent l'allemand doivent former une nation allemande, Cela se concrétisera en 1866 par la confédération d'Allemagne du Nord puis en 1871 par la création du second Empire germanique en 1871 sous la domination prussienne. Il fut encore longtemps d’usage dans les dialectes mosellans de désigner les Allemands en général et les voisins sarrois en particulier, comme d’Prèisse (les Prussiens, la Sarre étant devenue territoire prussien après 1815) et non pas comme d’Dèitsche/Ditsche puisque dans la conception qui prévalait jusqu’à l’annexion de 1871. Un Lorrain germanophone était à la fois Français (citoyen français) et Deutsch (de langue et culture allemandes), ce qui ne signifiait en aucun cas une adhésion de cœur à la nationalité allemande. Ce n’est que plus tard que le terme Dèitsch/Ditsch s’est généralisé pour désigner ce qui se rapporte à l’Allemagne stricto sensu. Au XXIe siècle, nombre de Lorrains germanophones désignent leur langue maternelle comme Dèitsch/Ditsch ou Plattdèitsch/Plattditsch lorsqu'ils se réfèrent au seul dialecte et précisent Hochdèitsch/Hochditsch s’ils veulent se référer à la langue allemande littéraire normée. D'autres termes ont cependant fait leur apparition en raison des événements ultérieurs.
Ce n'est en effet qu'après 1918 que la notion de Lorraine allemande deviendra beaucoup plus ambigüe, certains continuant à se situer dans le cadre de la conception traditionnelle, d'autres faisant référence à l'actuel département de la Moselle dont seulement une partie était traditionnellement de langue allemande, le reste ayant été germanisé. Après le second conflit mondial et les tentatives d'assimilation forcée par le régime nazi, le terme Lorraine allemande avait pris une nouvelle signification et de ce fait sa disparition était inéluctable. Les appellations « Lorraine allemande » ou « Lorraine de langue allemande » et leur équivalent allemand Deutsch-Lothringen/Deutschlothringen ont cependant été utilisées dans toute une série d'articles historiques faisant référence à la situation avant 1870 publiés en français et en allemand entre 1929 et 2002 par l'historien sarregueminois Henri Hiegel dans diverses revues d'histoire régionale.
L'expression « Lorraine allemande » est également utilisée par les historiens Gérard Bodé, Pascal Flaus, Pierre Horn et Denis Schneider. Dans une présentation de l'ouvrage « Pour Dieu et pour le Roi. Le combat pastoral et « politique » de Jean-Jacques Weber 1767-1833), archiprêtre de Volmunster et de Rohrbach » coécrit avec Henri Hiegel, faite à l'occasion des « Journées d'Études Mosellanes », Gérard Henner indique « Est-ce que les actuels habitants de Volmunster sauront lire en notre livre le destin tumultueux de leurs ancêtres, frappés de plein fouet par les événements nationaux et si proches des frontières...? En tout cas, nous Lorrains de la Lorraine-Allemande (Weber la délimite de Sierck aux Vosges, en passant par Boulay, Forbach, Sarreguemines et Sarrebourg) nous nous y retrouverons bien pour ce qui concerne 1823 ».

### Mentions du gentilé
En français, le gentilé est mentionné sous la forme Lorrains allemans en 1635, puis Lorrains-Allemands en 1758, 1809, 1844 et 1851, ainsi que sous la graphie Lorrains allemands en 1859, 1864 et 1866.
En allemand, ce gentilé est mentionné sous la forme Deutsch-Lothringer en 1841 et en 1869.

### Apparition de l'appellation «Lorraine francique»

Situation des dialectes de Moselle.

L'ambiguïté du terme « Lorraine allemande » étant devenue gênante en raison du sens pris par le mot « allemand » depuis 1870 puis sous le régime nazi, il fallait bien désigner ce territoire par un terme nouveau, non pour en nier les aspects plus anciens mais pour couper avec les connotations nationalistes du mot. Certains utilisèrent « Lorraine germanophone » ou « Lorraine thioise » mais le concept de « Lorraine francique » se répandit. Cette dénomination a l'avantage de faire référence à l'implantation géographique et à l'histoire de la langue pratiquée. C'est une langue apparentée à celle des francs et située sur le territoire lorrain.
La désignation de « Lorraine francique » et son corollaire la « langue francique lorraine » pour désigner la langue régionale de Lorraine germanophone ne fait pas l'unanimité linguistiquement parce que la Lorraine germanophone comporte une petite zone où l’on parle un dialecte qui présente certains caractères du bas-alémanique du groupe de l’allemand supérieur. Cela concerne en fait partiellement 5 des 108 points d'enquête de l'atlas linguistique de Lorraine germanophone. La dialectologie allemande subdivise certes les principaux dialectes allemands parlés en Moselle, en dehors de la petite zone citée précédemment, en francique mosellan, francique luxembourgeois et francique rhénan lorrain.  Il n'existe cpendant pas de langue francique uniforme ou normée (« langue toit »), et on fait donc référence à un continuum dialectal. Ce continuum relève du moyen-allemand et plus précisément du Westmitteldeutsch (moyen allemand de l’ouest). L'ensemble des dialectes mosellans est désigné par certains sous le terme générique de Lothringerdeutsch (allemand de Lorraine), par d'autres sous le terme de lothringisch, par d'autres encore sous le terme de francique de Lorraine. Cette dernière appellation est reprise en particulier par Albert Hudlett, professeur à l'université de Haute Alsace dans son ouvrage charte de la graphie harmonisée des parlers franciques -platt- de la Moselle germanophone.
Historiquement l'origine franque de ces dialectes est incertaine. Les historiens sont partagés sur l’origine du peuplement de la Lorraine allemande et donc sur l’origine des dialectes qui y sont parlés. Il est cependant certain que les francs se sont établis sur ce territoire, La revendication d’une filiation directe de la langue régionale de Lorraine allemande avec la langue de Charlemagne et de Clovis relève partiellement du mythe, ces deux figures historiques n'ayant pas implanté systématiquement leur langue dans les territoires qu'ils ont conquis. La langue a ensuite subi de nombreuses évolutions, à la suite de l'immigration, principalement après la guerre de Trente Ans, de populations venues du Tyrol, de Suisse alémanique et de Bavière (zones où l’on parle des dialectes de l’allemand supérieur). La langue parlée a également interféré avec l’allemand littéraire, langue écrite, de culture et du culte, depuis la fin du XVe siècle,.

## Discussion sur la dénomination des dialectes lorrains
Les événements politiques de la fin du XIXe siècle et du XXe siècle ont altéré le sens du mot « allemand ». La désignation de Lorraine allemande et l’attachement des Lorrains germanophones à leur langue maternelle allemande sont attestés jusqu’au XXe siècle par des documents historiques et des témoignages. Ce n'est qu’au XXe siècle que l’appellation de « Lorraine francique » est revendiquée par Daniel Laumesfeld dans une thèse de doctorat soutenue à la fin des années 1970. Cette dernière appellation est destinée à marquer la différence avec l'allemand standard. C'est une démarche volontariste car le vocabulaire usuel est marqué idéologiquement depuis la Seconde Guerre mondiale et il faut clarifier le rapport avec l'Allemagne.
Ce qualificatif n'est pas utilisé spontanément par l'ensemble des Lorrains germanophones. Parmi les frontaliers lorrains germanophones interrogés dans le cadre de deux études de terrain, aucun n’a désigné sa langue comme « francique » ou « Fränkisch », les désignations employées étant « allemand », « platt », « platt lorrain », « dialecte » ou, dans le nord, « luxembourgeois »,. Cette désignation « luxembourgeois » tient à la fois de l'usage dans ce nord et de l'état Luxembourgeois et de ses institutions qui proposent ou fixent une définition de la langue luxembourgeoise.
Le journaliste Jacques Gandebeuf a rassemblé des témoignages de Mosellans ayant vécu l’annexion de fait de 1940-45, qui comportent de nombreux passages dans lesquels les témoins désignent leur langue maternelle comme « dialecte allemand », « patois allemand » ou tout simplement « allemand ». Un témoin racontant ses souvenirs d’enfant indique à propos des soldats allemands : « Moi je ne les percevais pas comme nos ennemis puisqu’ils parlaient notre langue ». Un autre témoin raconte : « J’étais reçu major de promotion en allemand. Je voulais leur montrer que j’étais aussi capable qu’eux. C’était notre langue ! »,.
Cependant, le mot « francique », malgré sa nouveauté, gagne du terrain, et bon nombre de Lorrains s'y reconnaissent aujourd'hui. Il permet de distinguer la langue régionale parlée de l'allemand standard, même si de par le continuum linguistique, il existe un lien fort entre les deux. Ce terme est fréquemment utilisé dans la presse et dans nombre d'ouvrages. Dans son ouvrage Moselle plurielle. Identité complexe et complexes identitaires, paru en 2010, Albert Weyland mentionne « la langue allemande dans sa version francique ». Gérard Botz a publié en 2013 L'histoire du francique en Lorraine - Lothringer Platt.

## Personnalités notables
- Famille de Brucken (XIIe – XVe siècle)
- Mathias Robert de Hesseln (1731 - ap. 1780), professeur d'allemand puis cartographe
- Angelika Merkelbach-Pinck (1885 - 1972)
- Wolfgang Musculus alias Wolfgang Meuslin (1497 - 1563)
- Michel Ordener (1755 - 1811), général dialectophone
- Louis Pinck (1873 - 1940) folkloriste
- Henri Hiegel (1910 - 2001) historien de la Moselle